# Chanonat
Chanonat [ʃanɔna] ist eine französische Gemeinde mit 1715 Einwohnern (Stand 1. Januar 2022) im Département Puy-de-Dôme in der Region Auvergne-Rhône-Alpes. Sie liegt ca. 12 km südlich von Clermont-Ferrand. Neben Chanonat zählen auch die Dörfer Jussat und Varennes zur Gemeinde.

## Geografie

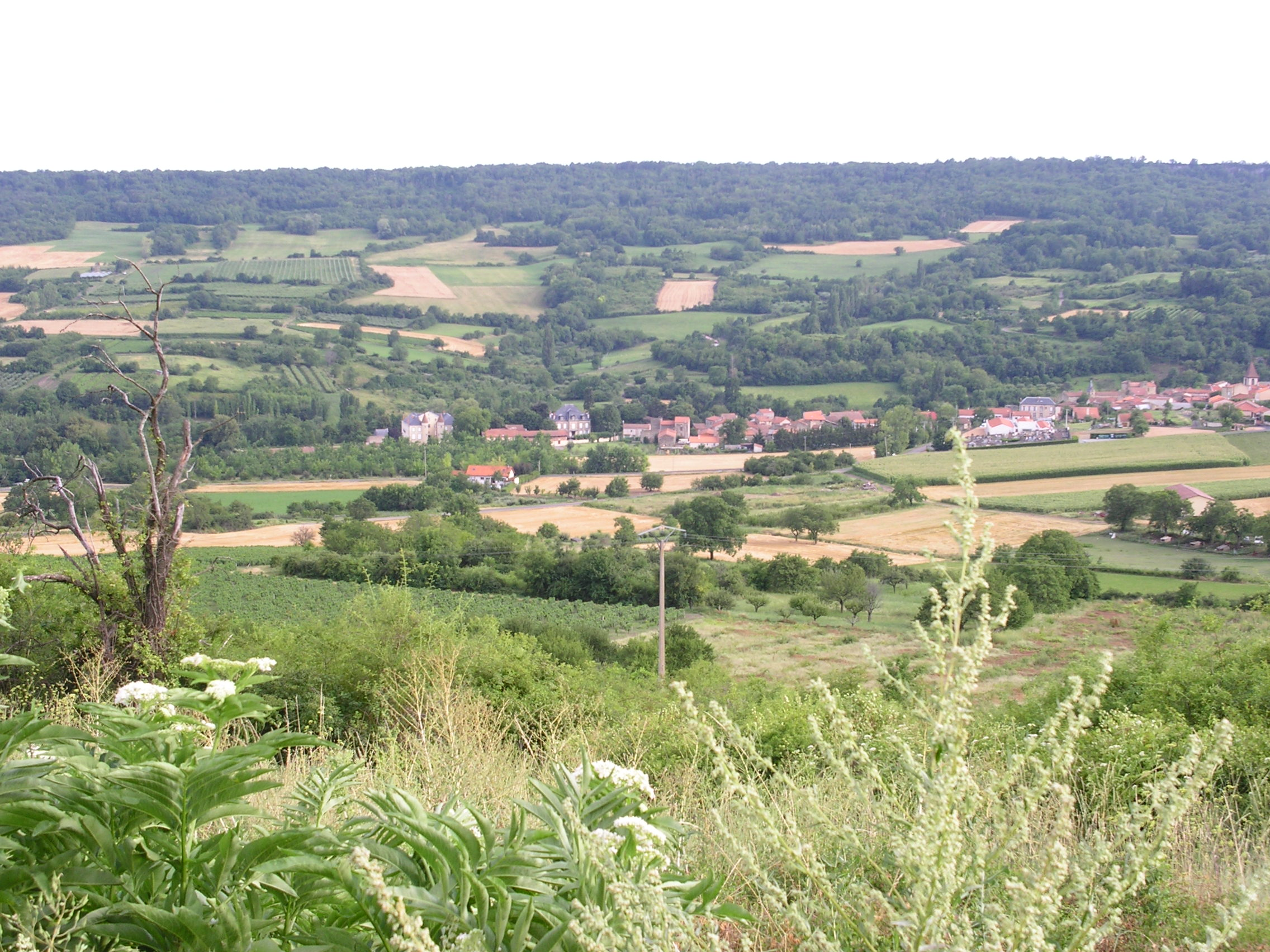
Teilansicht von Chanonat

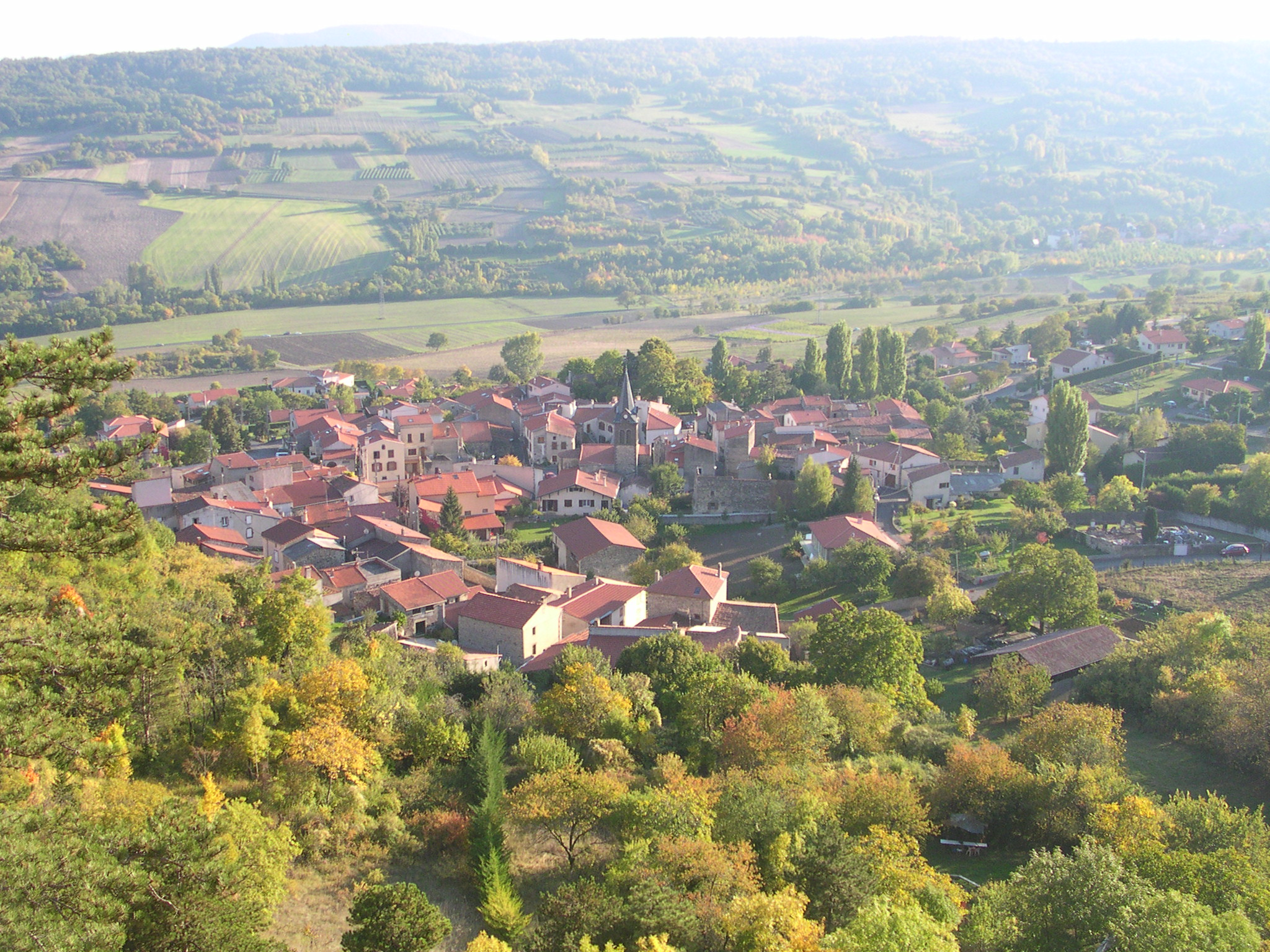
Jussat in der Gemeinde Chanonat

Der mittelalterliche Dorfkern Chanonats erstreckt sich entlang der Ufer des Flusses Auzon zwischen den Plateaus de la Serre und de Gergovie. Nördlich des Dorfkerns erstrecken sich die neuen Wohnviertel.
Das Dorf Jussat liegt zwischen La Roche Blanche, Opme und dem ca. 1,5 Kilometer entfernten Chanonat auf einer Anhöhe.
Das Dorf Varennes liegt einige Kilometer westlich von Chanonat am Rande der ehemaligen RN 89 (heute D2089) von Clermont-Ferrand nach Bordeaux.

## Geschichte
Aus dem Gallischen Krieg unter Julius Cäsar ist die Siedlung „Canonis Acum“ bekannt, später als „Cannonagus“ bezeichnet.
Im Mittelalter gehörte Chanonat dem Templerorden oder aber dem Malteserorden.

### Bevölkerung
Die Einwohnerzahl nimmt seit den 1960er Jahren wieder beständig zu. Chanonat wandelt sich verstärkt zu einem Wohnort für Pendler in die nahe Großstadt Clermont-Ferrand, wahrt aber seinen ländlichen Charakter.
| Jahr                       | 1968 | 1975 | 1982 | 1990 | 1999 | 2005 | 2015 |
| Einwohner                  | 565  | 649  | 1073 | 1238 | 1426 | 1585 | 1662 |
| Quellen: Cassini und INSEE |      |      |      |      |      |      |      |

## Politik
Bürgermeister des Ortes war von 1932 bis 1947 Edmond Giscard d’Estaing, Vater des früheren französischen Staatspräsidenten Valéry Giscard d’Estaing.

## Sehenswürdigkeiten

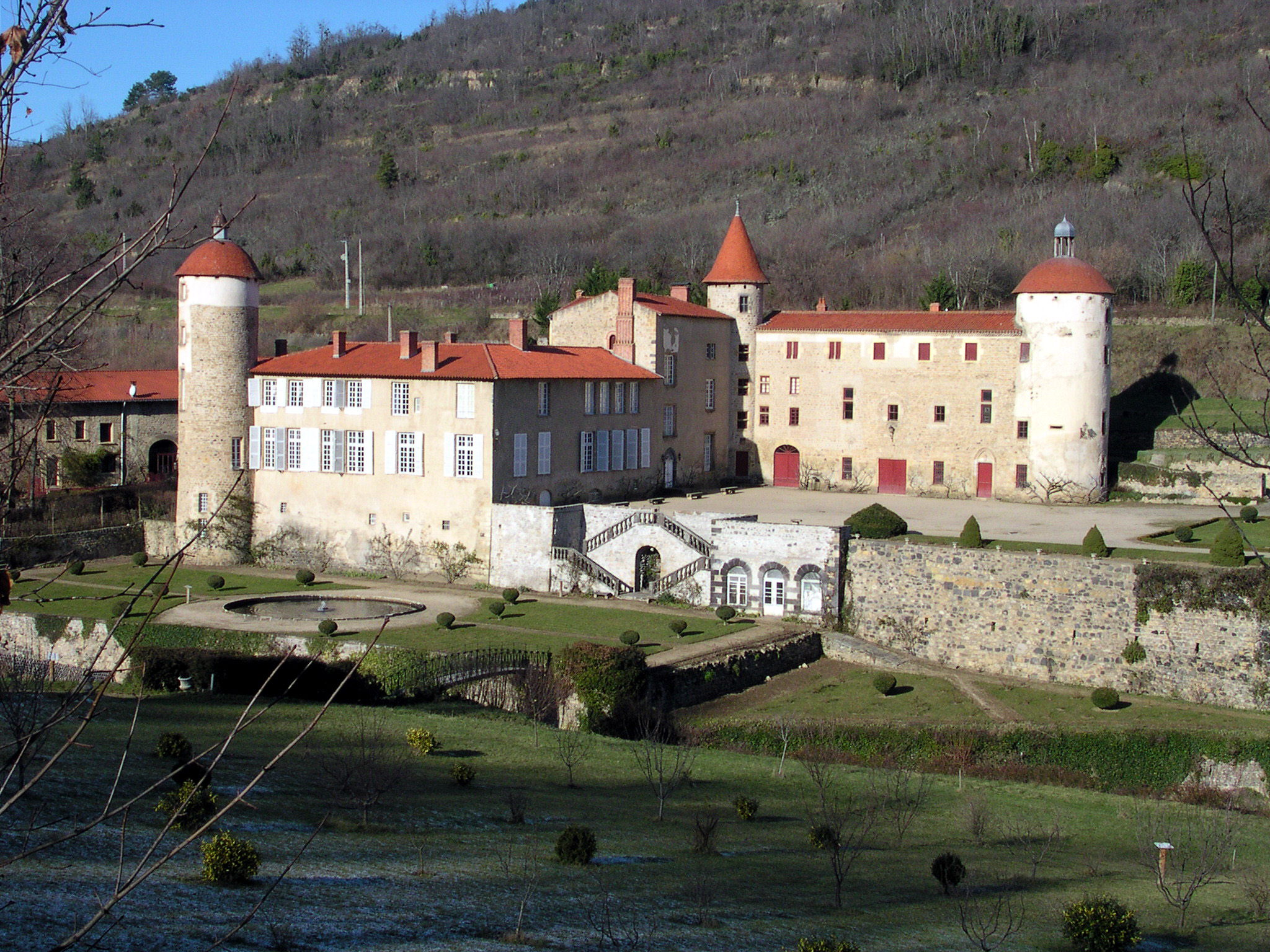
Château de la Bâtisse

Im Ortskern sind noch einige Gebäude aus der Zeit der Ritterorden zu sehen, u. a. eine Wehrkirche vom Johanniterorden, die „Commanderie“ vom Malteserorden, die „Prieuré“ vom Templerorden und ein Rundturm der Stadtbefestigung. Von den Ufern des Auzon bietet sich ein schöner Ausblick auf die mittelalterliche Ortsanlage.
Am östlichen Dorfausgang steht das Schloss Château de la Varvasse, ehemaliger Besitz von Valéry Giscard d’Estaing. Der gläserne Wachposten vor dem Schloss war besetzt, wenn sich der ehemalige Staatspräsident in seinem Anwesen aufhielt.
Einen Kilometer westlich von Chanonat steht die Burg Château de la Bâtisse. Der bis auf das 13. Jh. zurückgehende Bau besitzt herrliche Gartenanlagen entlang des Auzon.
Oberhalb von Jussat befinden sich mehrere von Fledermäusen bewohnte Höhlen.
Circa zwei Kilometer östlich von Varennes liegt in einem Waldgebiet das Felslabyrinth „Chaos de Flore“.